# لوماري
اللوماري (الاسم العلمي:Lomariopsis) هو جنس من النبات يتبع الفصيلة اللومارية من رتبة السرخسيات.

## أنواع اللوماري
- لوماري جامايكي
- لوماري خطي
- لوماري سبخي
- لوماري صيني
- لوماري غيني
- لوماري قلبي
- لوماري متغير
- لوماري متوسط
- لوماري منحني
- لوماري مدغشقري
- لوماري مغطى
- لوماري مكسيكي
- لوماري منظاري
- لوماري هامشي
- لوماري مسود
- لوماري بالنسي
- لوماري بونيني
- لوماري جميل
- لوماري رايتي
- لوماري سميك الأوراق
- لوماري سناني
- لوماري سيتشيلي
- لوماري مستدق الطرف
- لوماري صفصافي الأوراق
- لوماري طويل الأوراق
- لوماري غوياني
- لوماري كبير الأوراق
- لوماري لولبي
- لوماري ماني
- لوماري متطاول
- لوماري متعدد الأوراق
- لوماري متموج
- لوماري متناقص
- لوماري مدور
- لوماري مراني الأوراق
- لوماري مشوك